# Oxydia olivacea
Oxydia olivacea là một loài bướm đêm trong họ Geometridae.